# Ken Carpenter
William Kenneth "Ken" Carpenter, född 19 april 1913 i Compton i Kalifornien, död 15 mars 1984 i Buena Park i Kalifornien, var en amerikansk friidrottare.
Carpenter blev olympisk mästare i diskuskastning vid olympiska sommarspelen 1936 i Berlin